# Yurí
El yurí és una llengua indígena, que durant algun temps es va creure extinta. Durant el segle XX es va parlar al llarg del riu Caquetá a l'Amazònia brasilera fins a Colòmbia, als marges dels rius Puré, Içá i Japurá.

## Característiques
Aquesta llengua està molt poc documentada. Per a Kaufman (1994:62) l'evidència lèxica és suficient per agrupar-la amb el ticuna en una hipotètica família ticuna-yurí, la qual cosa va ser ratificat en 2009 per Fernando Carvalho.
Algunes fonts com ethnologue suggereixen que el yurí i el carabayo són la mateixa llengua, mentre que unes altres com Adelaar (2004) les consideren diferents. La identificació de tots dos grups es deu al fet que es conjectura que els carabayo, que no han estat contactats, serien de fet una facció del yurí que viuen a la regió del riu Puré, al parc nacional del mateix nom. No obstant això, una llista de paraules recopilada en 1969, d'alguns indígenes del riu Puré mostro només un 20 % de cognats amb el yurí, la qual cosa podria indicar parentiu llunyà però no identitat de totes dues llengües (Hammarström, 2010).
Per a Roberto Franco, tot i que ja hi havia indicis històrics i geogràfics que indicaven la identitat entre carabayos i yurís, l'estudi lingüístic comparatiu fet per Juan Álvaro Echeverri, amb el suport de Frank Seifart, va donar la certesa necessària per a afirmar-la. Per Goulard i Maria Emilia Rodríguez, les correspondències entre yurí i tikuna permeten rastrejar la continuïtat dels processos de la variació dialectal de terra ferma i riberes. Mentre la llengua dels anomenats carabayo, malgrat està molt mal documentada, igual que el vocabulari yurí conegut, es relacionen fàcilment amb la llengua ticuna.

## Vocabulari
Loukotka (1968) llista els següents ítems bàsics de vocabulari.
| glossa | Yuri      |
| ------ | --------- |
| un     | peyá      |
| dos    | goyo-góba |
| cap    | chu-kiriu |
| ull    | chu-äti   |
| dent   | cho-öta   |
| home   | choko     |
| aigua  | koara     |
| foc    | yi        |
| sol    | iyü       |
| jaguar | wäri      |